# Ceramica protoattica

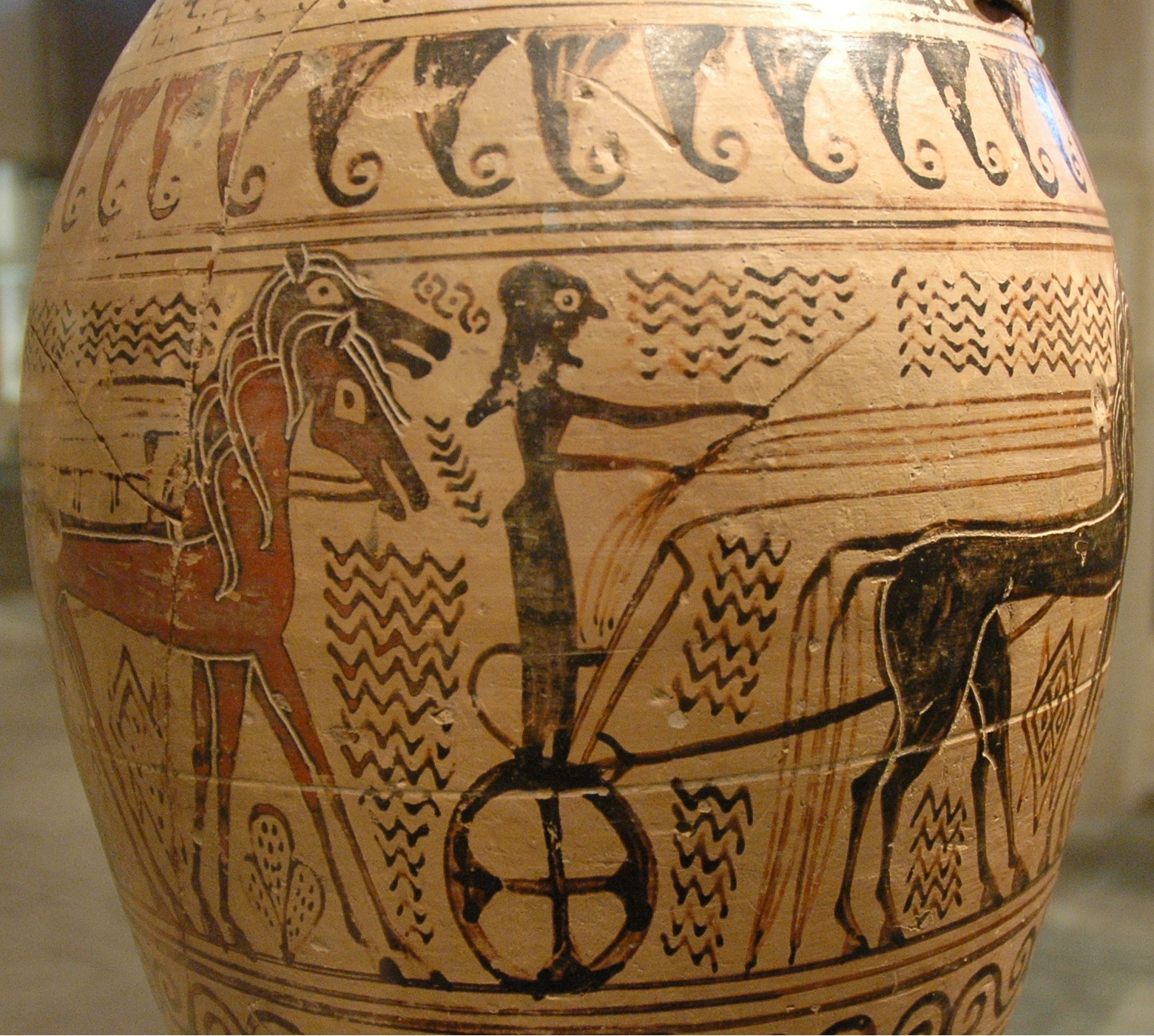
Pittore di Analato (attr.) particolare di loutrophoros protoattico a contorno, inizio VII secolo a.C., h 80 cm. Parigi, Louvre CA2985

La ceramica protoattica è una classe di vasi attici la cui produzione è compresa tra il 700 e il 610 a.C. circa, tra lo stile geometrico e le figure nere attiche. Se lo stile geometrico si era distinto per un forte senso dell'ordine, le generazioni successive, attive durante il periodo orientalizzante, mostrano la stessa tendenza alla sperimentazione che pervade l'intero mondo greco del VII secolo a.C. e una decisa continuità nella predisposizione attica verso la narrazione e il "fare grande". Compaiono, prevalentemente importati da Corinto, gli animali reali e fantastici di origine orientale, ma la generale tendenza sperimentale del VII secolo a.C. viene applicata in Attica a grandi anfore funerarie, ereditate dal periodo geometrico, che sfuggono alla pura decorazione vascolare. Si trovano in modo del tutto nuovo sui vasi protoattici i miti di Ulisse, di Perseo, di Menelao, l'uccisione di Egisto, Chirone e Achille, la lotta di Ercole e Nesso e di Bellerofonte con la Chimera. L'epoca orientalizzante è per Atene un periodo di relativa chiusura e provincialità, raramente sono state trovate testimonianze protoattiche al di fuori dall'Attica o dell'isola di Egina; la produzione del periodo risponde alle richieste del fabbisogno locale restando lontana da esigenze esterne dovute ad una grande richiesta da parte del mercato, come sarebbe accaduto a Corinto.

## Storia degli studi
La ceramica protoattica è stata individuata stilisticamente da J. Böhlau nel 1887; a partire dalla fine dell'Ottocento altri ritrovamenti a Egina, dove è stata trovata la Brocca degli arieti, hanno permesso di proseguire e approfondire gli studi. Non è ancora stata chiarita l'occasione del ritrovamento del gruppo di ceramiche indicate come di provenienza eginetica ora conservato ai Musei statali di Berlino, dove è giunto nel 1936. La stessa incertezza, per quanto riguarda la provenienza, investe altre opere protoattiche, come la loutrophoros attribuita al Pittore di Analato e acquistata negli stessi anni dal Museo del Louvre. Gli studi sulla ceramica protoattica si basano sul fondamentale lavoro di J. M. Cook (del 1935), in seguito aggiornato anche ad opera di altri studiosi, con nuovi ritrovamenti ad Atene, nel Ceramico e nell'Agora, e nella necropoli di Eleusi che ha restituito la celebre Anfora di Polifemo.

## Origini e sviluppo
Le ceramiche protocorinzie vengono esportate in tutta la Grecia ed arrivano ad Atene dove si sviluppa uno stile dall'influenza orientale meno marcata. Maggiore importanza rispetto all'influsso orientalizzante può aver avuto sulla formazione dello stile protoattico il ritrovamento delle antichità micenee come testimoniato da forme e motivi decorativi già presenti sui vasi attici tardo geometrici.
Nell'ultimo quarto dell'VIII secolo a.C. le figure sui vasi attici geometrici progressivamente si arrotondano, si fanno più grandi e corpose, assumono posizioni stabili e movimenti più audaci, proporzioni più corrette. La tendenza al cambiamento nei vasi attici tardo geometrici è osservabile ad esempio sul calderone frammentario al Museo archeologico di Atene. Gli elementi curvilinei nell'ornamentazione sono un segno della fase evolutiva insieme ad un tratto più energico e meno controllato, visibile nella marcia delle donne e nella figura audace del cavallo che si impenna durante l'allevamento. In un vaso conservato a Oxford (Ashmolean Museum), sotto la tradizionale processione di carri, si trova l'orientalizzante fregio continuo con animali che si rincorrono. Rispetto alle precedenti anfore geometriche si riscontra un contrasto maggiore, un minore impiego di ornamentazione di riempimento e la scena principale è più grande in proporzione al vaso. L'auriga è accolto all'interno della biga e non più precariamente posato sopra di essa; nelle figure dei cavalli si notano i primi esempi di sovrapposizione.
Le forme vascolari più diffuse sono l'hydria, l'anfora, il cratere e soprattutto le forme adatte ai prevalenti scopi funerari come l'anfora a collo distinto in versione monumentale e la sottile loutrophoros, ma anche calderoni e grandi ciotole con coperchio. Dal 650 a.C. si incontra il cratere a skyphos, fornito di coperchio e alto piede, caratteristica quest'ultima presente anche in tazze o piatti e da ricondurre al rito funerario caratterizzato dall'esposizione delle offerte.

## Protoattico antico (700-675 a.C. circa)

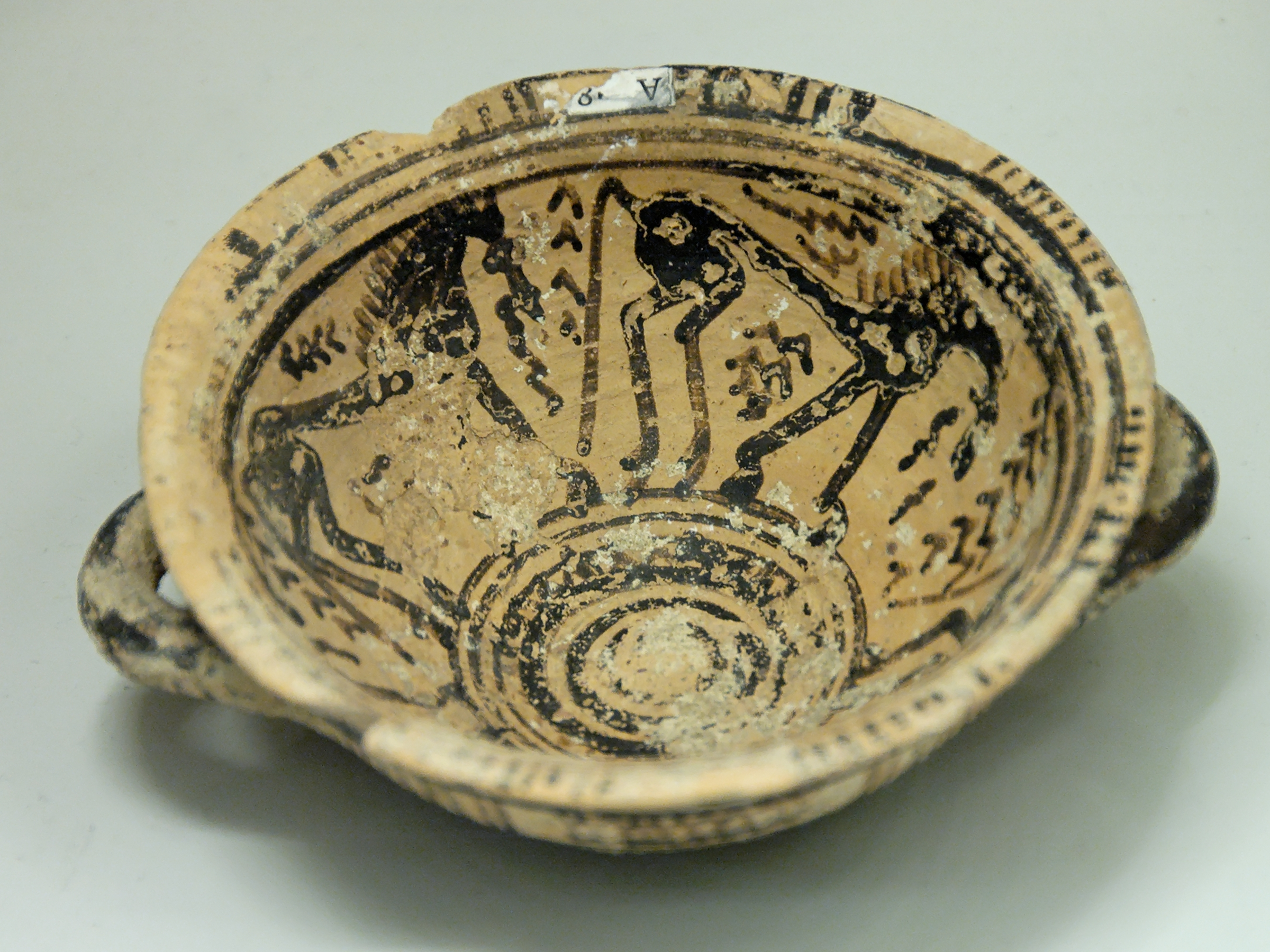
Skyphos protoattico, British Museum, GR 1865-7-20-11.

Le figure durante il primo periodo protoattico si fanno più grandi e maggiormente strutturate, la composizione abbandona la precedente simmetria e diventa più libera. Gli ornamenti caratteristici sono le foglie puntinate, le palmette e le coppie di spirali in forma di cuore. Gli uncini, già presenti nel tardo geometrico, si fanno più grandi e vengono usati come nella ceramica protocorinzia si usano i triangoli a raggiera. I soggetti preferiti sono le processioni, le parate di carri e cavalli, gli animali reali e fantastici in fila o affrontati. Le tecniche utilizzate sono la silhouette e il disegno a contorno, ottenuti con una pittura leggera, quasi color pastello.
Un esempio del primo protoattico è l'anfora attribuita al Pittore di Analato (Parigi, Louvre CA2985), dove tra motivi geometrici e novità orientalizzanti viene introdotta la tecnica a incisione sulla criniera dei cavalli. Il Pittore di Mesogeia è un contemporaneo minore del Pittore di Analato con il quale condivide la preferenza per il pennello fine e per gli ornamenti a rete, ma il Pittore di Mesogeia nel confronto risulta più rigido.

## Medio protoattico (680-630 a.C. circa)

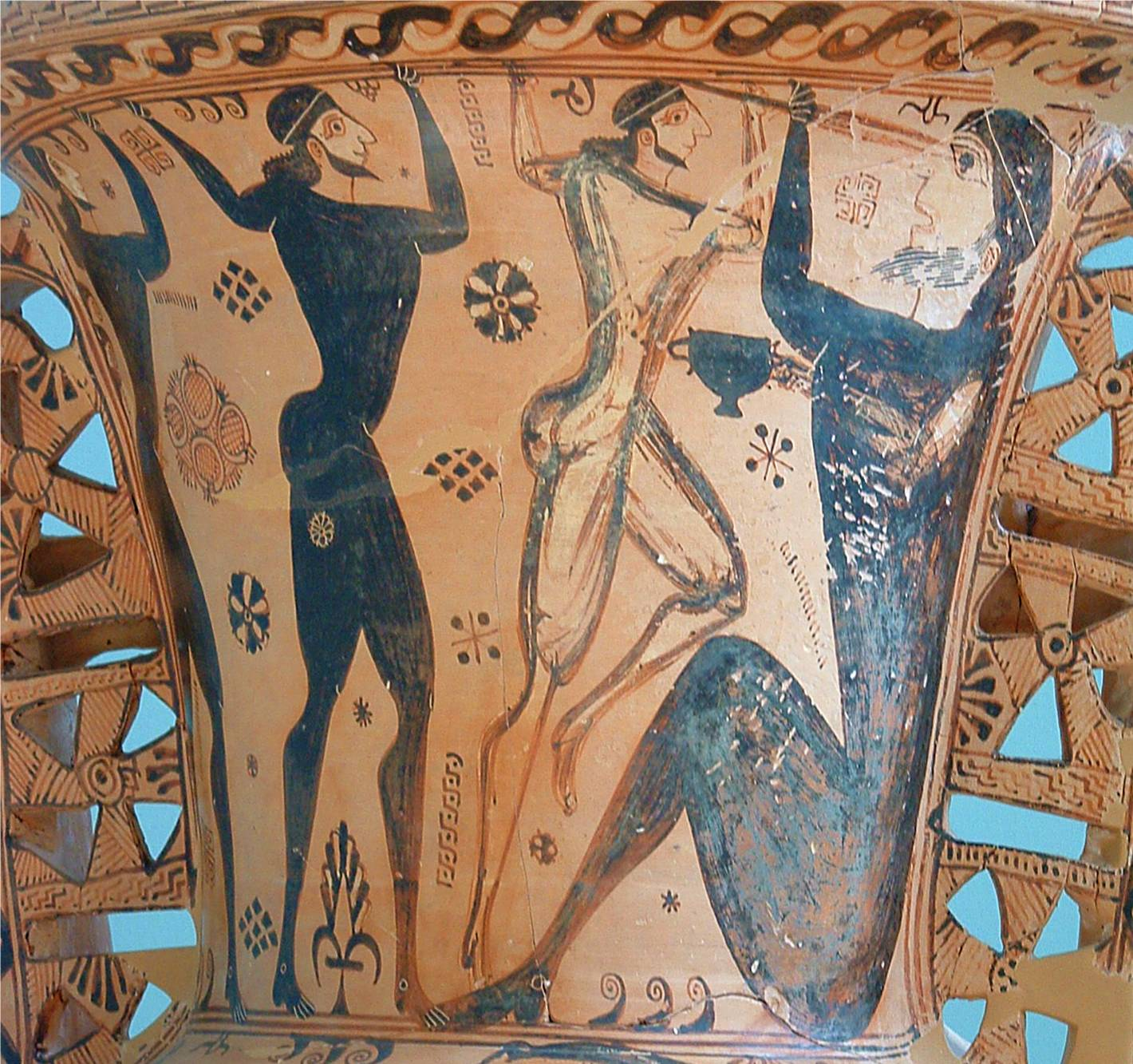
Pittore di Polifemo (attr.), Ulisse e Polifemo, dettaglio di anfora protoattica in stile bianco e nero (Anfora di Eleusi), c. 660 a.C., h 142 cm, museo di Eleusi

Il passaggio dal primo al medio protoattico è caratterizzato da due tendenze opposte e contemporanee: uno stile minuto e delicato, realizzato con tecnica a contorno, e uno stile esuberante che fa uso di abbondante vernice bianca e talvolta rossa. Gli esponenti di quest'ultimo mostrano un tratto corsivo che viene loro dall'essersi liberati dalla disciplina geometrica.  Questa modalità è stata definita stile bianco e nero, per una preponderante alternanza di questi due colori. Un esempio di questo stile è la celebre Anfora di Eleusi del Pittore di Polifemo, poco più piccola del Vaso del Dipylon (Atene 804), le cui raffigurazioni sul corpo sono le più grandi decorazioni vascolari giunte sino a noi e rappresentano il mito di Perseo: il corpo senza testa di Medusa, le Gorgoni che inseguono Perseo e una rigida e sottile Atena, forse uno xoanon, a simbolizzare il favore divino. Sul collo si trova la scena dell'accecamento di Polifemo, convenzionalmente usata per indicare l'anonimo autore. Dello stesso periodo o immediatamente successiva è l'attività del Pittore della Brocca degli arieti. Se il Pittore di Polifemo si distingue per una straordinaria immaginazione grafica, il più pacato Pittore della Brocca degli arieti acquisisce negli ultimi anni una inconfondibile capacità nella rappresentazione dei volti. La tecnica adottata da questi artisti non è prettamente ceramografica, il Pittore di Polifemo, in particolare, usa l'intero vaso come campo figurato, una modalità più adatta alla pittura murale.
Esempi di ceramica protoattica in stile bianco e nero sono stati trovati ad Egina, rari ritrovamenti sono stati effettuati anche in Beozia, a Megara, Perachora e presso l'Heraion di Argo.
Progredisce la struttura corporea delle figure, ma si accompagna a dettagli interni dotati di valenza decorativa. L'incisione viene usata in modo subordinato rispetto al vivace impiego del colore e del disegno a contorno. La scarsa ornamentazione di riempimento viene adattata al gusto attico con una crescita incontrollata degli elementi fitomorfi e l'alternanza in bianco e nero degli elementi ornamentali più comuni. L'hydria diviene meno popolare e si diffonde maggiormente il cratere.

## Protoattico recente (630-600 a.C. circa)
Con il Pittore di Polifemo e il Pittore della Brocca degli arieti si chiude il periodo migliore della ceramica protoattica. Il periodo definito "protoattico recente" si sovrappone in parte alle "prime figure nere" e la trattazione del primo o delle seconde dipende dalla posizione assunta dall'osservatore. È il periodo che va dal Pittore di Kynosarges al Pittore di Nesso, quest'ultimo escluso essendo egli ormai in possesso di una tecnica consolidata e di uno stile costante che indicano l'avvento delle figure nere attiche e la chiusura della sperimentazione protoattica. Durante il protoattico recente il disegno si fa generalmente più controllato e l'ornamento di riempimento più invadente, un maggiore senso dell'ordine sembra essere un primo sintomo della ricezione dello stile preciso protocorinzio che sarà tipico delle prime figure nere attiche. L'uso diffuso del colore rosso, che diventa da questo momento una componente regolare del regime decorativo, e una incisione particolarmente precisa e netta sono altri elementi presi dal protocorinzio recente. Di derivazione cicladica è invece l'uso della protome equina o muliebre nel pannello figurato sul collo del vaso, già presenti nel periodo medio, ma che presentano una nuova specializzazione nell'impiego delle tecniche: i cavalli sono solitamente eseguiti a figure nere, le donne a linea di contorno.